# スターシティ (ロシア)
スターシティまたは星の街（ズヴョーズドヌイ・ゴロドク、ロシア語: Звёздный Городо́к, Zvyozdny gorodok; little town of stars の文語的表現）は、モスクワの北東32km、シチョルコヴォ近郊（北緯55度52分50秒 東経38度06分38秒 / 北緯55.880585度 東経38.110542度）に位置する、非常に制限された軍の研究・訓練施設である。1960年代から宇宙飛行士はガガーリン宇宙飛行士訓練センター (GCTC) で訓練を受けていた。
ソビエト時代には、厳重に警備された閉鎖都市で、外界からは隔離されていた。現在では、ロシアの宇宙飛行士の多くは、家族と共にスターシティに住んでいる。この町には、郵便局や店舗、学校や保育所、映画館、スポーツ施設、駅、宇宙旅行の博物館がある。また近くのチカロフスキー空港（Chkalovsky）が利用できる。